# ریکن استارک
ریکن استارک (انگلیسی: Rickon Stark) یک شخصیت خیالی در مجموعه داستان‌های خیالی-حماسی ترانه یخ و آتش اثر نویسندهٔ آمریکایی جرج آر. آر. مارتین و اقتباس تلویزیونی آن بازی تاج‌وتخت است.
این شخصیت که نخستین بار در رمان بازی تاج‌وتخت (۱۹۹۶) معرفی می‌شود، کوچک‌ترین فرزند ند استارک فرماندار نیک‌نام وینترفل است و بعدها در نبرد پادشاهان (۱۹۹۸) هم حضور می‌یابد. او در حمله آهن زادگان به وینترفل به همراه برادرش برن از وینترفل فرار می‌کند. در فصل ششم توسط لرد آمبر به عنوان گروگان به رمزی بولتون تحویل داده می‌شود و در ابتدای نبرد حرامزاده‌ها با وجود تلاش برادرش جان اسنو برای نجات وی، توسط رمزی بولتون با تیری از پشت به قتل می‌رسد.
نقش این شخصیت خیالی را در مجموعهٔ تلویزیونی بازی تاج‌وتخت که محصول اچ‌بی‌او است، بازیگر ایرلندی آرت پارکینسون ایفا می‌کنند.

## ویژگی‌های شخصیتی
ریکن استارک پنجمین و کوچک‌ترین فرزند ند استارک و کتلین استارک است. همچون برادران و خواهران دیگرش راب، سانسا، آریا، برَن و جان اسنو؛ او نیز همواره یک گرگ وحشی در کنار خود دارد که با او ارتباط عاطفی و روحی محکمی دارد. جرج آر. آر. مارتین می‌گوید ریکن به‌لحاظ ظاهری به مادرش شبیه است. ریکن استارک، دارای خویی ستیزه‌جو، مصمم و خشن است: همان خصلت‌هایی که در گرگ وحشی‌اش به نام «شگی‌داگ» بازتاب دارد.